# Latrodectus variegatus
Latrodectus variegatus es una especie de araña araneomorfa terídida del género Latrodectus, cuyas integrantes son denominadas comúnmente viudas negras. Habita en regiones templadas del sudoeste del Cono Sur de Sudamérica.

## Taxonomía
Descripción original
Esta especie fue descrita originalmente en el año 1849 por el zoólogo Hercule Nicolet.
Localidad tipo
La localidad tipo referida es: “isla Grande de Chiloé, Región de Los Lagos, Chile”.
Relaciones filogenéticas
En el año 1959, H. Levi la sinonimizó con Latrodectus curacaviensis. En el año 1980, fue rehabilitada como buena especie por el maestro, entomólogo, aracnólogo, herpetólogo y escritor argentino Jorge Washington Ábalos.
Ábalos y Báez incluyeron esta especie en el grupo “curacaviensis” por presentar 2 espiras en la hembra, en los ductos de conexión de la espermateca así como en el émbolo del palpo copulador del macho.

## Características
Como en otros integrantes del género Latrodectus, en L. variegatus sus ojos se posicionan en dos filas, cada una cuenta con 4; los tarsos concluyen en 3 uñas; en la cara ventral del tarso IV, gruesas cerdas integran una estructura con forma de peine y en la hembra su abdomen es globoso. 

## Distribución y hábitat
Esta especie se distribuye en el sudoeste de América del Sur. Se han reportado colectas en el sur de Chile y en el oeste de la Patagonia argentina; para Milenko Aguilera, Guillermo D’Elía y María Casanueva, es endémica de la isla Grande de Chiloé, debiéndose asignar las localidades continentales a Latrodectus thoracicus.

## Peligrosidad
Esta araña es peligrosa para los seres humanos ya que cuenta con glándulas venenosas que producen latrotoxinas (una neurotoxina) las que son inoculadas en caso de una mordedura, especialmente si se trata de una hembra, ya que esta posee quelíceros de mayor tamaño, los que son más adecuados para penetrar en la piel humana.